# 1788 aux États-Unis
Pour des articles plus généraux, voir Chronologie des États-Unis et 1788.
Chronologie des États-Unis
- 1784
- 1785
- 1786
- 1787
- 1788
- 1789
- 1790
- 1791
- 1792

Cette page concerne des événements d'actualité qui se sont produits durant l'année 1788 du calendrier grégorien aux États-Unis.

## Gouvernement
- Congrès de la Confédération

## Événements

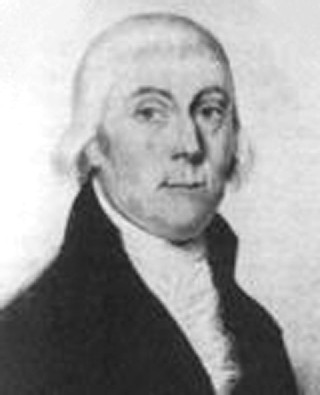
Cyrus Griffin

- 2 janvier : la Géorgie ratifie la Constitution des États-Unis d'Amérique et devient le quatrième État des États-Unis.
- 9 janvier : le Connecticut ratifie la Constitution et devient le cinquième État des États-Unis.
- 22 janvier : Cyrus Griffin est élu Président du Congrès continental.
- 1er février : 
  - Le nouvel État fédéral de Géorgie, sous la pression du gouvernement américain, annule le Bourbon County Act, lieu du scandale de Yazoo Land, et dissout le comté de Bourbon dont les terres environnantes sont réclamées par les Espagnols et les Amérindiens[1].
  - Isaac Brigg et William Longstreet brevettent le bateau à  vapeur en Géorgie. Le frère d'Isaac Brigg, Samuel Brigg l'expérimentera en 1806 sur le Mississippi.
- 6 février : le Massachusetts ratifie la Constitution et devient le sixième État des États-Unis.

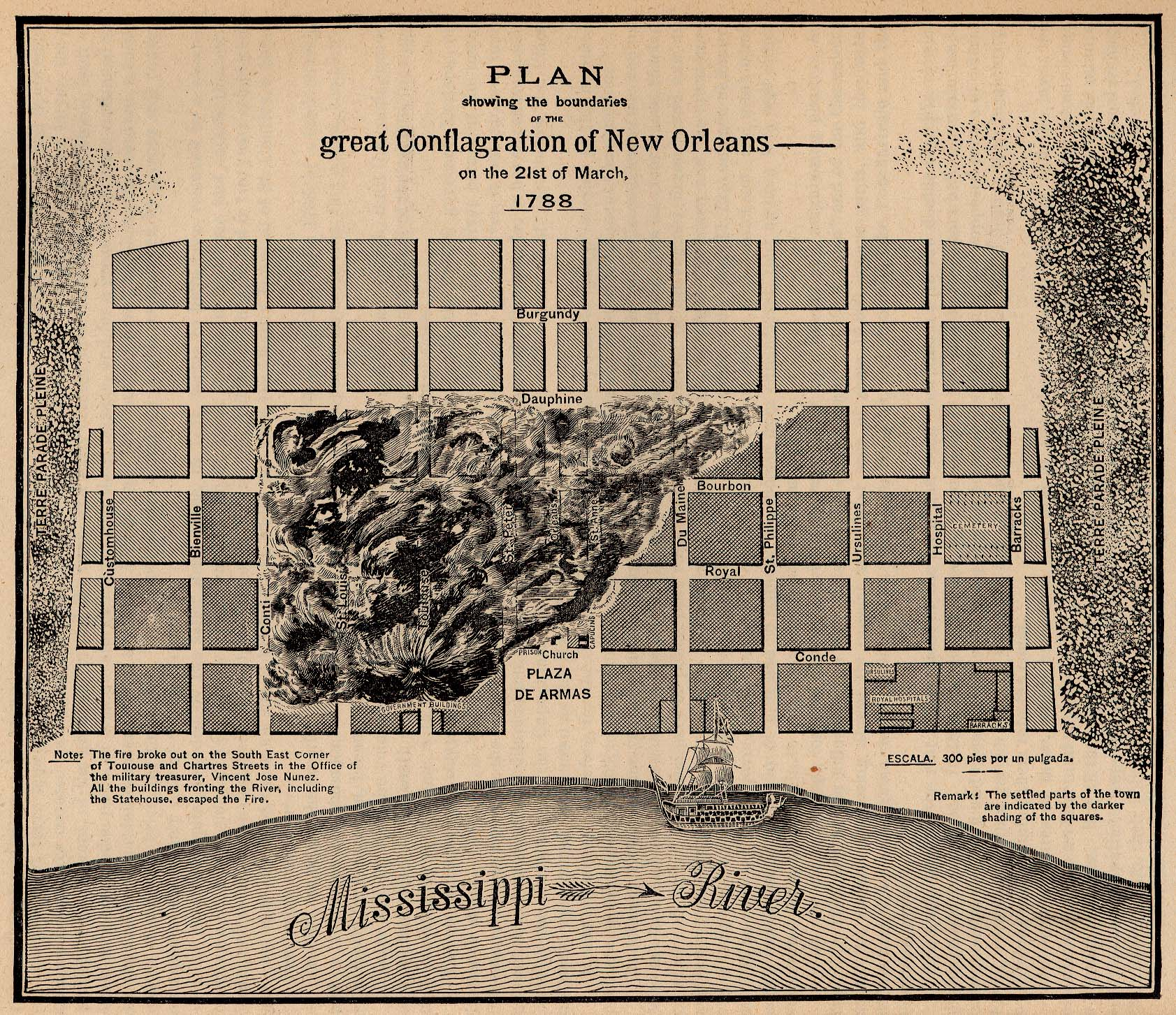
Le grand incendie de La Nouvelle-Orléans : carte montrant le secteur en flammes

- 21 mars : le grand incendie de La Nouvelle-Orléans (Great New Orleans Fire) tue 25 % de la population et détruit 856 bâtiments, y compris la Cathédrale Saint-Louis de La Nouvelle-Orléans, laissant la majeure partie de la ville en ruines.
- 28 avril : le Maryland ratifie la Constitution et devient le septième État des États-Unis.
- 23 mai : la Caroline du Sud ratifie la Constitution et devient le huitième État des États-Unis.
- 21 juin : le New Hampshire ratifie la Constitution des États-Unis d'Amérique et devient le neuvième État des États-Unis. La Constitution entre ainsi en vigueur[2]. 
  - Neuf États sur treize approuvent la Constitution. La classe politique se scinde en deux partis, celui des républicains-démocrates (Madison, Jefferson, Monroe), qui veulent une république décentralisée, et celui des fédéralistes (Washington, Hamilton, Adams), partisans d’un pouvoir fédéral fort.
  - La Constitution sert les intérêts de l’élite fortunée (3 % de la population), mais fait également des gestes en faveur des petits propriétaires (1/3 de la population), les ouvriers et artisans des villes et des fermiers aux revenus modestes pour s’assurer du soutien le plus large. Cette base forme en outre un rempart efficace contre les Indiens, les Noirs et les Blancs pauvres.
- 25 juin : la Virginie ratifie la Constitution et devient le dixième État des États-Unis.
- 26 juillet : l'État de New York ratifie la Constitution par 30 voix contre 27 et devient le onzième État des États-Unis[2].

.

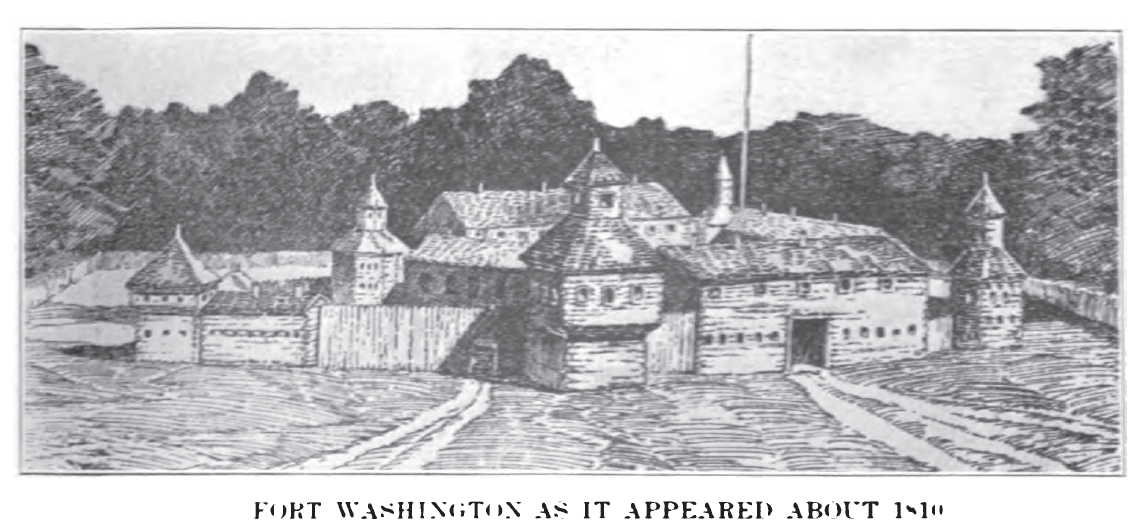
Fort Washington (Cincinnati)

- 28 décembre : fondation de Losantiville (Cincinnati en 1790) dans l'Ohio[3].

## Naissances
- 14 avril : David Gouverneur Burnet, (décès le 5 décembre 1870) est un promoteur immobilier et homme politique américain qui fut président par intérim (en 1836 et à nouveau en 1841) puis vice-président (de 1839 à 1841) de la république du Texas.

## Décès
- 28 février : Thomas Cushing, (né le 24 mars 1725) était un avocat et homme politique américain de Boston, Massachusetts. Il fut délégué du Massachusetts au congrès continental de 1774 à 1776, puis lieutenant-gouverneur de l'État entre 1780 et 1788. Il assura l'intérim au poste de gouverneur du Massachusetts entre le départ de John Hancock et l'arrivée de James Bowdoin (1785).
- 29 mars : Charles Wesley (né le 18 décembre 1707) est un chef de file du mouvement méthodiste, fils du pasteur et poète anglican Samuel Wesley, frère cadet du pasteur anglican John Wesley et de Samuel Wesley (le Jeune), et père du musicien Samuel Wesley, et grand-père de Samuel Sebastian Wesley.

#### Articles généraux
- Chronologie de la révolution américaine
- Histoire des États-Unis de 1776 à 1865
- Évolution territoriale des États-Unis
- Histoire de la Louisiane